# 日本囲碁リーグ
日本囲碁リーグ（にほんいごリーグ）は、関西棋院の棋士を中心に設立された、囲碁の団体リーグ戦（非公式戦）。2016年に開始、2019年休止。地域ごとに作られた6チームが、各3名によるリーグ戦を争った。
各対局はニコニコ生放送、パンダネットで中継される。持時間は1手30秒、1分の考慮時間5回。

## 各地域の参加チーム
- （大阪）浪速エンプレス
  - 監督:関山利道、選手:渡辺由宇、倉橋正行、仲邑信也、小西和子、金野為人、榊原史子、西山静佳、八幡直樹
- （大阪）大阪ジェネレーションズ
  - 監督:久保勝昭、選手:河英一、湯川光久、飛田早紀、原正和、高嶋湧吾、稲葉かりん、新谷洋祐
- （兵庫）兵庫ウラヌス
  - 監督:前田亮、選手:古谷裕、結城聡、坂井秀至、村川大介、但馬慎吾、渡辺貢規、阿部良希、西健伸
- （近畿・東日本）古都インフレンス
  - 監督:今村俊也、選手:瀬戸大樹、矢田直己、藤井秀哉、鈴木敬施、六浦雄太、石井茜、小松大樹、出口万里子、佐藤優太、小野綾子
- （中国・四国）瀬戸内オーシャンズ
  - 監督:横田茂昭、選手:佐田篤史、影山敏之、星川拓海、田村千明、星川航洋、星川愛生、吉川一、國澤大斗、谷口徹、内海晃希、太田亮
- （九州・海外）ワールドユナイテッド
  - 監督:清成哲也、選手:中野泰宏、余正麒、孫英世、畠中星信、三根康弘、金昞俊、洪清泉、姜旼侯、呉柏毅、牛栄子、田口美星、マイヤー・フランシス、洪爽義

（所属選手は2018年7月時点）

## 成績

### 2016年
総当たりリーグ2回戦、上位3チームで各4名によるプレーオフを行った。
- プレーオフ1回戦（2017/3/27）
  - (2位)ワールドユナイテッド 3-1 (3位)古都インフレンス
- プレーオフ決勝戦（2017/3/27）
  - (2位)ワールドユナイテッド 3-1 (1位)瀬戸内オーシャンズ

総合順位
- 優勝 ワールドユナイテッド、準優勝 瀬戸内オーシャンズ

### 2017年
1stステージ、2ndステージのリーグ戦の優勝者同士で、決勝戦を行う。
- 決勝戦
  - (1st優勝)ワールドユナイテッド 2-1 (2nd優勝)兵庫ウラヌス